# Villano Antillano
Villana Santiago Pacheco (Bayamón, 27 de març de 1995), de nom artístic Villano Antillano, és una rapera, cantant de trap i artista audiovisual no-binària porto-riquenya. És considerada pionera en l'escena urbana com a persona queer al seu país. S'ha pronunciat fermament en contra dels feminicidis i de la misogínia de la indústria musical.
Ha treballat amb nombroses artistes llatinoamericanes amb tirada internacional, com són RaiNao, Paopao, Aria Vega, Ana Macho i La Gabi. Tanmateix, destaca per ser la primera música trans amb qui ha col·laborat el productor argentí Bizarrap. Va publicar-se la cançó el juny del 2022 amb motiu del Mes de l'Orgull LGBTI i va impulsar la fama de Villano Antillano arreu del món, alhora que li va suposar una onada de comentaris trànsfobs sense fre. Així i tot, gràcies a això va ser la primera artista trans i no-binària a entrar en el Top 50 Global de Spotify.
Avui, la representa el segell discogràfic La Buena Fortuna.

## Vida primerenca
Santiago va créixer a Bayamón en un entorn que fomentava amb fervor la música. Com que la seva joventut va coincidir amb l'apogeu del rap, del reggaeton i del trap, l'estil urbà va caracteritzar d'allà en endavant la seva essència com a artista. Durant la infantesa, destaca com a referents musicals Rubén Blades, Soda Esterio i Gustavo Cerati. Més tard, afegeix a la llista Missy Elliott, Nicki Minaj, Hector El Father, La Sista i Ivy Queen. També l'ha inspirada, malgrat que en el camp de la lluita pels drets LGBTI, l'espanyola La Veneno.
D'ençà d'una edat primerenca, Villano Antillano es percebia femenina. No obstant això, va evitar expressar aquesta part de la seva identitat molt de temps per por de la reacció que pogués tenir-hi la família. Als 17 anys, amb gens de formació en teoria musical, va començar a experimentar amb la música i alhora a explorar la seva identitat de gènere. El chanteo va esdevenir, doncs, la seva forma d'escapar d'aquest autoqüestionament. Va triar el seu pseudònim, que fa referència al queerbaiting i a les mateixes Antilles on viu, quan encara es movia en térmens de gènere binaris: per això és en masculí.

## Carrera
Va encetar la carrera publicant cançons a YouTube; però no va ser fins a 2018 que se li va viralitzar el tema Pato Hasta La Muerte, un diss adreçat al cantant Anuel AA per haver fet servir llenguatge queer-fòbic en una cançó. El títol és una paròdia d'un d'Anuel, Real Hasta la Muerte. L'any següent, va publicar el seu primer extended play, Tiranía, en què parla sobre prejudicis, estereotips i experiències traumàtiques que envolten la realitat de les persones LGBTI.
Dins la seva obra, fortament inspirada en la cultura urbana de Puerto Rico, destaca el senzill Muñeca, fet amb Ana Macho, en què promulguen l'empoderament de la dona i critiquen la visió que té gran part de la societat de les dones trans prostitutes. Com havia fet a Pato Hasta La Muerte i a Pájara, reclama un terme pejoratiu i el reinterpreta com a reivindicatiu i identitari en la cançó.
La transactivista porto-riquenya Teresa Karolina va acompanyar-la en el videoclip de Veo Veo, que barreja el joc infantil del veo veo amb la trama del film Matrix.
En les seves composicions, tracta temes com ara els drets LGBTI, l'alliberació i la reivindicació, atès que considera la lluita i la protesta part del que la fa única com a creadora. Sovint se li reconeix la reapropiació que fa dels espais de la música urbana, històricament plagats d'homofòbia, masclisme i transfòbia. En ser una de les primeres persones a oposar-se contra la clara misogínia i LGBTIfòbia de la indústria musical, la seva perspectiva és tan revolucionària i desafiant com conscient i alliçonadora.
| «                                                                                                 | Persones queer, no podem viure al marge: hem de ser al bell mig de l'escenari. Jo no hauria de minimitzar els meus somnis perquè m'ho ordeni el món. Puc tenir les mateixes aspiracions que la resta. Treballo de cara a un progrés i a un futur millor, més tolerant i més respectuós. Això passarà amb el pas del temps. Això passarà quan prenguem l'espai per la força. No soc aquí per a demanar permís a ningú. No soc aquí per a ser acceptada. Soc aquí i prou, i cal que hom ho vegi. Espero que gràcies a veure'm i escoltar la meva música més persones puguin viure el seu dia a dia amb més autenticitat. | » |
| — Villano Antillano, «Villano Antillano Is Claiming Her Space in Latin Rap» de Lucas Villa a MTV. | |   |

Amb el transcurs del temps, però, va passar a sonar fora dels cercles queers i va arribar, doncs, a una audiència i presència majors localment i internacionalment. Així i tot, una part essencial del missatge de la seva obra s'emmarca dins d'aquesta temàtica.
| «                                                                                                 | Em sento com una cabrona [al representar la comunitat LGBTI en el rap llatí]. Em sento espectacular perquè tocava, havia de passar. Obrir aquesta porta és molt significatiu per a mi. Va costar-li la vida a molts abans de mi, com ara [el raper porto-riqueny] Kevin Fret i [l'artista de dembow dominicana] La Delfi. Tot depèn de les circumstàncies, però eren persones que ens van obrir el pas. És molt significatiu perquè sento que el trap i el rap són armes socials. Si mirem enrere, aquells artistes van ser actors del canvi social. El rap és una arma conscienciadora. Ocupar aquest espai per a mi és activisme i representació. | » |
| — Villano Antillano, «Villano Antillano Is Claiming Her Space in Latin Rap» de Lucas Villa a MTV. | |   |

El 2022, a més de llançar el senzill en col·laboració amb el productor argentí Bizarrap, el 2 de desembre va publicar l'àlbum La Sustancia X, en el qual havia treballat tres anys i que pren Les Supernenes com a inspiració.
Avui dia, com a artista audiovisual que és, treballa en projectes que encapsulen la bellesa i l'horror de créixer com a queer al Carib, incloent-hi un curtmetratge. Ha estat anunciada com a participant dels festivals Lollapalooza Argentina 2023, Lollapalooza Chile 2023, Estero Picnic Colombia 2023 i Bombastic España 2023. A més, té organitzada una gira de concerts pels Estats Units.

## Identitat de gènere i sexual
L'artista s'autoproclama transfemme, queer, trans i no-binària. En castellà utilitza tant el pronom personal neutre elle com el tradicionalment femení ella.
Pel que fa a la seva orientació sexual, no la convenç l'etiqueta gai perquè sent que «és de blanc nord-americà (gringo) amb accés a uns recursos que en realitat a Puerto Rico, Llatinoamèrica i el Carib no existeixen», així que prefereix utilitzar la paraula maricón, que per a ella pren un sentit de comunitat i que la fa pensar en lluita, en comunitat i en les amigues. En canvi, és obertament bisexual.
La primera vegada que va sortir de l'armari, no va rebre suport per part de la família ni del cercle social. És més, durant l'etapa de l'adolescència va abandonar casa dels seus pares i per força es va haver d'independitzar. Els descriu com uns anys de «molt de treball intern», ocupats per temors i contra els prejudicis, els estigmes, el fonamentalisme religiós, l'Estat... fins que ha trobat el seu lloc dins la comunitat. Sortosament, però, sí que va comptar amb la comprensió de les seves germanes. S'alegra que es creïn xarxes de suport entre artistes de la comunitat queer a l'illa, els quals rebutgen la competitivitat, i també que hi creixi el bon veure del col·lectiu.
| « | El fet que algú com tu existeixi canvia vides i dona esperança. No és tan simple com que jo sigui queer i faci música. M'he de trobar missatges privats per xarxes socials sobre infants que temen sortir de l'armari, d'altres que han fet fora de casa per això. M'he de mobilitzar i aconseguir-los recursos. És extremament difícil formar part de la comunitat LGBTI a Puerto Rico i al Carib, però aquesta és la meva missió. M'omple d'orgull: és difícil, però no ho canviaria per res del món. | » |
| — Villano Antillano, «Meet Villano Antillano: The Queer Non-Binary Rapper Revolutionizing Latin Trap» de Luciana Villalba a Mitú. | |   |

Al llarg de la carrera, ha rebut el reconeixement públic d'altres músics famosos, com ara Arcángel, Ñejo i Cazzo. Això li fa sentir caliu dins de la indústria i ajuda a desbancar la queerfòbia. A banda, fa palès com Bad Bunny ha facilitat l'acceptació de la comunitat LGBTI, tot i que no en forma part. De fet, va ser ell qui li va presentar el productor Bizarrap, i més tard la va convidar a cantar el famós tema Villano Antillano: Bzrp Music Sessions, Vol. 51 al seu concert a Puerto Rico.

## Discografia

### Àlbums d'estudi
- La Sustancia X (2022)
- hembrismo (2020)

### EP
- Tiranía (2019)
- Ketaprincesa (2020)

### Senzills
- Prende (2020)
- Culo (2020)
- Brillo (2020)
- Pájara (2020)
- Toro Mecánico (2021)
- Muñeca (2021)
- Vendetta (2021)
- hebilla (2022)
- Veo Veo (2022)
- Vocales (2022)
- Villano Antillano: Bzrp Music Sessions, Vol. 51 (2022)
- KLK (2022)

| · ARG | · ESP | «Villano Antillano: Bzrp Music Sessions, Vol. 51» | 11 | — | — | 9 |